# Ченборисов, Шагалей Зиннатович
Шагалей Зиннатович Ченборисов (тат. Шаһгали Зиннәт улы Чанбарисов; 1 сентября 1910, Шланлыкулево, Богадинская волость, Белебеевский уезд, Уфимская губерния, Российская империя — 1975, Казань, Татарская АССР, РСФСР, СССР) — советский государственный деятель, полковник, министр внутренних дел Татарской АССР (1948—1950).

## Биография
Шагалей Зиннатович Ченборисов родился 1 сентября 1910 года в деревне Шланлыкулево на территории современного Башкортостана. По национальности — татарин.
В 1930 году вступил в ВКП(б). В 1932 году призван на службу Уфимским горвоенкоматом, в дальнейшем служил в органах ОГПУ-НКВД. В 1936 году получил звание младшего лейтенанта государственной безопасности. Работал начальником Архангельского районного отдела НКВД, а в 1937 году был назначен помощником начальника 3-го отделения 4-го отдела Управления государственной безопасности НКВД Башкирской АССР. В 1938 году переведён на должность начальника 2-го отделения 4-го отдела УГБ НКВД БАССР, а затем повышен до лейтенанта государственной безопасности. С 1941 года занимал пост заместителя наркома внутренних дел Татарской АССР, имел звание подполковника государственной безопасности.
Принимал активное участие в репрессиях, отдавал приказы об арестах и проводил следствие. Как замнаркома засвидетельствовал смерть репрессированного А. И. Введенского, ехавшего этапом из Харькова в Казань. После начала Великой Отечественной войны ряд руководящих работников НКВД были направлены в действующую армию; так, Ченборисов по состоянию на 1945 год занимал пост начальника оперативной группы НКВД СССР при 48-й армии, проводил допросы пленных немцев. В 1946—1947 годах был слушателем курсов переподготовки руководящих кадров МВД, после чего снова стал заместителем министра.
16 февраля 1948 года назначен министром внутренних дел ТАССР, вместо П. Н. Горбулина. Также был депутатом Верховного совета ТАССР II созыва. Некоторые исследователи татарских органов внутренних дел увязывают имя Ченборисова с учреждением в Казани высшего военно-политического училища МВД, указывая при этом, что «традиции идейного противоборства имеют в нашем регионе значительные по времени традиции». В 1949 году, после попытки проведения верующими крестного хода из монастыря при селе Семиозёрка Юдинского района до Казани, бюро Татарского обкома ВКП(б) в своём постановлении отметило, что Ченборисов не принял мер против «организации церковниками массового сбора» и не ведёт должной антирелигиозной работы.
12 июля 1950 года вышло постановление Политбюро ЦК ВКП(б) «О нарушениях законности в работе органов прокуратуры, МВД и Верховного суда Татарской АССР», в котором на основании материалов комиссии партийного контроля указывалось, что в работе этих ведомств «имели место многочисленные факты искривлений судебной политики и грубейшие извращения советских законов при расследовании уголовных дел, в результате чего оставлялись безнаказанными лица, виновные в крупных хищениях социалистической собственности и большое количество граждан подвергалось незаконным арестам и привлекалось к судебной ответственности по необоснованным обвинениям». В числе примеров «недостойного поведения отдельных работников» упоминалось, что Ченборисов «не обеспечил правильного подбора кадров следственных работников, неудовлетворительно руководил работой аппарата министерства», и «имея сигналы о применении рядом подчинённых ему работников незаконных методов следствия, в силу чего были привлечены к судебной ответственности невиновные в преступлениях люди, не расследовал этих фактов и не наказал нарушителей советской законности».
Проверка в отношении Ченборисова велась с начала 1950 года, когда в его отношении стали поступать жалобы от подчинённых и ряда руководящих работников министерства. Так, по их сообщениям Ченборисов пытался въехать в особняк, ремонтирующийся силами стройотдела МВД, однако был вынужден от этого отказаться и дом занял начальник хозотдела, а его квартиру получила родственница министра. Также указывалось, что Ченборисов не давал хода расследованию злоупотреблений начальника жилищного управления Бауманского райисполкома Яруллиной и её родственников, связанных с прокурором ТАССР И. С. Надеевым, свидетельством чего может служить то, что министр держал её дело скрытым у себя в сейфе. Также внимание ЦК было привлечено к убийству подростка Машурина сотрудниками МВД при помощи уголовника по кличке «Петро», в прошлом судимого за бандитизм и воровство, которому в нарушение закона выдали новый паспорт и использовали в качестве провокатора. Как указывалось в докладных, тот «к указанному месту засады работников МВД обманным путём подводит ребятишек, с которыми работники МВД производят произвол — избивают, убивают совсем или составляют уголовные дела и осуждают». В ЦК сигнализировали, что Ченборисов препятствовал расследованию в отношении «Петро», аргументируя это «оперативными соображениями».
Тем же постановлением ЦК Ченборисов был исключён из ВКП(б) с формулировкой — «за отсутствие руководства следственным аппаратом МВД, в результате чего подчинёнными ему работниками были допущены незаконные методы следствия». При этом была отмечена возможность возвращения к вопросу о восстановлении в партии через год, если он «на порученной ему работе заслужит доверие парторганизации». В тот же день Ченборисов был снят с должности, тогда как новый министр был назначен лишь 9 августа — им стал М. И. Хохлов. После этого, в том же 1950 году Ченборисов стал начальником коммунально-эксплуатационного отдела управления Лугового лагеря, а с 1951 года последовательно занимал должности начальника специального отдела, начальника отдела контрагентных работ, начальника 2-го отдела управления Песчаного лагеря в Караганде.
В 1954 году министр внутренних дел СССР С. Н. Круглов на совещании руководящих работников исправительно-трудовых лагерей и колоний доложил, что «в практике подбора и расстановки кадров имели место серьёзные недостатки и ошибки». Так, в систему лагерей было направлено «значительное количество непригодных работников», в числе которых министр перечислил Ченборисова. Круглов заявил, что «эти лица считали себя временными на работе в лагерях, служебными вопросами и воспитанием личного состава не занимались, допускали злоупотребления по службе, порученных участков работы не обеспечивали, что отрицательно сказалось на работе лагерей», отметив, что «в связи с постановлениями ЦК КПСС большинство указанных работников от работы в лагерях освобождено и уволено из органов МВД». 18 сентября того же года Ченборисов был отправлен в отставку со службы в звании полковника.
В 1954—1955 годах был заместителем управляющего Карагандинским трестом «Стройматериалы», в 1955—1957 годах — заведующим Карагандинским областным отделом местной промышленности, в 1957—1964 годах — заместителем управляющего трестом «Татнефтепроводстрой» в Казани. Участвовал в развитии нефтяной промышленности Татарии, в частности, в организации строительства нефтепроводов в районах Шугуровского, Бавлинского и Ромашкинского месторождений. В 1964 году вышел на пенсию. Жил в Казани на улице Жуковского. Скончался в 1975 году.

## Награды
- Орден Красного Знамени (21 апреля 1945 года) — «за успешное выполнение специальных заданий Правительства»[31][32].
- Орден Красной Звезды (20 сентября 1943 года) — «за образцовое выполнение заданий Правительства в период Отечественной войны»[9][33].
- Медаль «За боевые заслуги» (15 января 1945 года) — «за выслугу лет в войсках, органах НКВД и милиции»[34][35].
- Медаль «За победу над Германией в Великой Отечественной войне 1941—1945 гг.», «За взятие Кёнигсберга»[2].